# Myslava
Myslava (em húngaro:Miszlóka; em alemão: Deutschendorf) é um bairro de Košice, a segunda maior cidade da Eslováquia. Está situado no distrito de Košice II, na região de Košice. Tem 7,01 km² de área e sua população em 2018 foi estimada em 2.399 habitantes.